# Cratere Hogg
Hogg è un cratere lunare di 38,39 km situato nella parte nord-occidentale della faccia nascosta della Luna.
Il cratere è dedicato agli astronomi Arthur Robert Hogg e Frank Scott Hogg, rispettivamente australiano e canadese.

## Crateri correlati
Alcuni crateri minori situati in prossimità di Hogg sono convenzionalmente identificati, sulle mappe lunari, attraverso una lettera associata al nome.
| Hogg | Coordinate             | Diametro (in km) |
| ---- | ---------------------- | ---------------- |
| E    | 33°57′36″N 125°01′48″E | 19,83            |
| K    | 30°56′24″N 123°34′48″E | 24,79            |
| P    | 32°22′12″N 121°33′00″E | 23,04            |
| T    | 33°37′12″N 119°04′12″E | 25,58            |